# Hans Peter Neureuter
Hans Peter Neureuter (* 17. Januar 1938 in Königsberg) ist ein deutscher Germanist und Literaturwissenschaftler.

## Leben
Nach seiner Reifeprüfung am Humboldt-Gymnasium in Kiel im Jahre 1959 studierte Hans Peter Neureuter Deutsche Philologie, Mittlere und Neuere Geschichte sowie Kunstgeschichte an der Christian-Albrechts-Universität zu Kiel (12 Semester) und der Universität Zürich (zwei Semester). 1968 promovierte er an der Universität Kiel bei dem Germanisten Erich Trunz. Anschließend wirkte Neureuter als Lektor in London und Helsinki. Anschließend war er seit 1973 als Akademischer Direktor und außerplanmäßiger Professor an der Universität Regensburg tätig, wo er sich 1988 habilitiert hatte.
Neureuter beschäftigt sich u. a. mit Bertolt Brecht und der finnischen Literaturgeschichte.

## Veröffentlichungen (Auswahl)
- Das Spiegelmotiv bei Clemens Brentano. Studie zum romantischen Ich-Bewußtsein (= Goethezeit, Bd. 5). Athenäum, Frankfurt/M. 1972 (Dissertation Universität Kiel).
- Zur Theorie der Anekdote. In: Jahrbuch des Freien Deutschen Hochstifts, Jg. 1973, S. 458–480.
- (Hrsg., mit Manfred Peter Hein): Die Hauptzüge der finnischen Literatur 1918. 2. Aufl. (= Sammlung Trajekt, Bd. 1). Klett-Cotta, Stuttgart 1980, ISBN 3-12-907611-5.
- (Hrsg.): Brechts „Herr Puntila und sein Knecht Matti“. Suhrkamp, Frankfurt/M. 1987, ISBN 3-518-38564-X.
- (Mitautor): Brecht-Handbuch, hrsg. von Jan Knopf. Fünf Bände. Metzler, Stuttgart 2001–2003, ISBN 3-476-01828-8.
- (Hrsg.): Die Judith von Shimoda. Nach einem Stück von Yamamoto Yuzo ; [geschrieben im finnischen Exil ; 60 Jahre unentdeckt] / Bertolt Brecht. Suhrkamp, Frankfurt/M. 2006, ISBN 3-518-12470-6.
- Brecht in Finnland. Studien zu Leben und Werk 1940–1941. Suhrkamp, Frankfurt/M. 2007, ISBN 978-3-518-12056-9 (Habilitationsschrift Universität Regensburg).
- Stückwerke. Studien zur deutsch-europäischen Literaturgeschichte. Königshausen & Neumann, Würzburg 2023, ISBN 978-3-8260-7686-2.